# Claudio Malaponti
Claudio Malaponti (* 1968 in Mailand) ist ein italienischer Filmregisseur und Drehbuchautor.

## Leben
Malaponti studierte „DAMS“ in Bologna; hernach war er 1992 Schüler der „Scuola di Cinema del Comune“ in Mailand. Im selben Jahr legte er den mittellangen Film Racconti di fine secolo vor, der sogar ins Ausland verkauft werden konnte. In New York City war das „Ipotesi Cinema“ die nächste Station seiner Ausbildung; in den USA drehte er auch einen Kurzfilm, Lonely, der beim Filmfestival in Albany prämiert wurde. Arbeiten als Regisseur des zweiten Stabs und für die Werbung folgten. In Italien zurück, gründete er Malaponti die Produktionsgesellschaft „Artika Motion Pictures“, mit der er einige Kurzfilme realisierte. 1996 drehte er den kurzen Il perfezionista über einen Killer, der eine Puppe tötet; nach weiteren Kurzfilmprojekten debütierte er im Kino 1999 mit La grande Prugna. 2007 folgte 7 km da Gerusalemme nach dem Roman von Pino Farinotti.

## Filmografie (Auswahl)
- 1999: La grande Prugna
- 2007: 7 km da Gerusalemme